# Église des Carmes (Mayence)
L’église des Carmes est un édifice religieux catholique sis dans la vieille ville de Mayence à la place du même nom qui se trouve dans la rue Karmeliterstraße. Construite au XIVe siècle pour les pères carmes elle fut classée Kulturdenkmal du Land de Rhénanie-Palatinat.

## Historique
L'Ordre du Carmel, un des quatre ordres mendiants avec les Augustins, Franciscains et Dominicains, apparaissent les premiers à Mayence, devint le foyer de l'activité politique et ecclésiastique, dont un témoignage est la construction de nombreuses maisons religieuses: jusqu'à 26 'cloîtres' étaient installés à Mayence.
En 1285 ces religieux obtiennent la permission de s’établir à l’intérieur de la ville sous l'archevêque de Mayence Werner d'Eppstein (1259-1284) et fonde un nouveau couvent à proximité du vieux mur d'enceinte au bord du Rhin, afin d'être plus proches des quartiers populaires à évangéliser. De 1700 à 1713 quatre bâtiments d'un monastère nouvellement construit a été relié à la côte nord de l'église. 
Avec le chapelle des Antonites ils représentent le type du ordre mendiant à Mayence, qui se caractérise par la simplicité.
En 1802, le monastère, comme tous les autres monastères dans le département de Mont-Tonnerre a été levée[Quoi ?]. Entre 1802 et la sécularisation de la nouvelle colonie avec les Hollandais en 1924, l'église des Carmes a été un magazine, le monastère une école.
Dans les années 2009 et 2010 une rénovation majeure intérieur a été entrepris, y compris le créé un autel de l'île au milieu, sur laquelle un nouvel autel en bois.

## Description du bâtiment

### Intérieur
Dans le chœur tombeau de Marguerite de Rodemachern († 1490), fille de Elisabeth de Lorraine-Vaudémont.
Parmi les différents travaux méritent l'attention: l'autel du XIVe siècle, avec un relief de 1517 (la « Vierge à la vigne »); vitrail moderne par Jan Schoenaker (1970). En plus de l'emblème de la ville de Mayence, la fenêtre centrale du chœur montre deux “Mainzelmännchen”, la mascotte de la télévision allemande deuxième ZDF qui a son siège à Mayence.

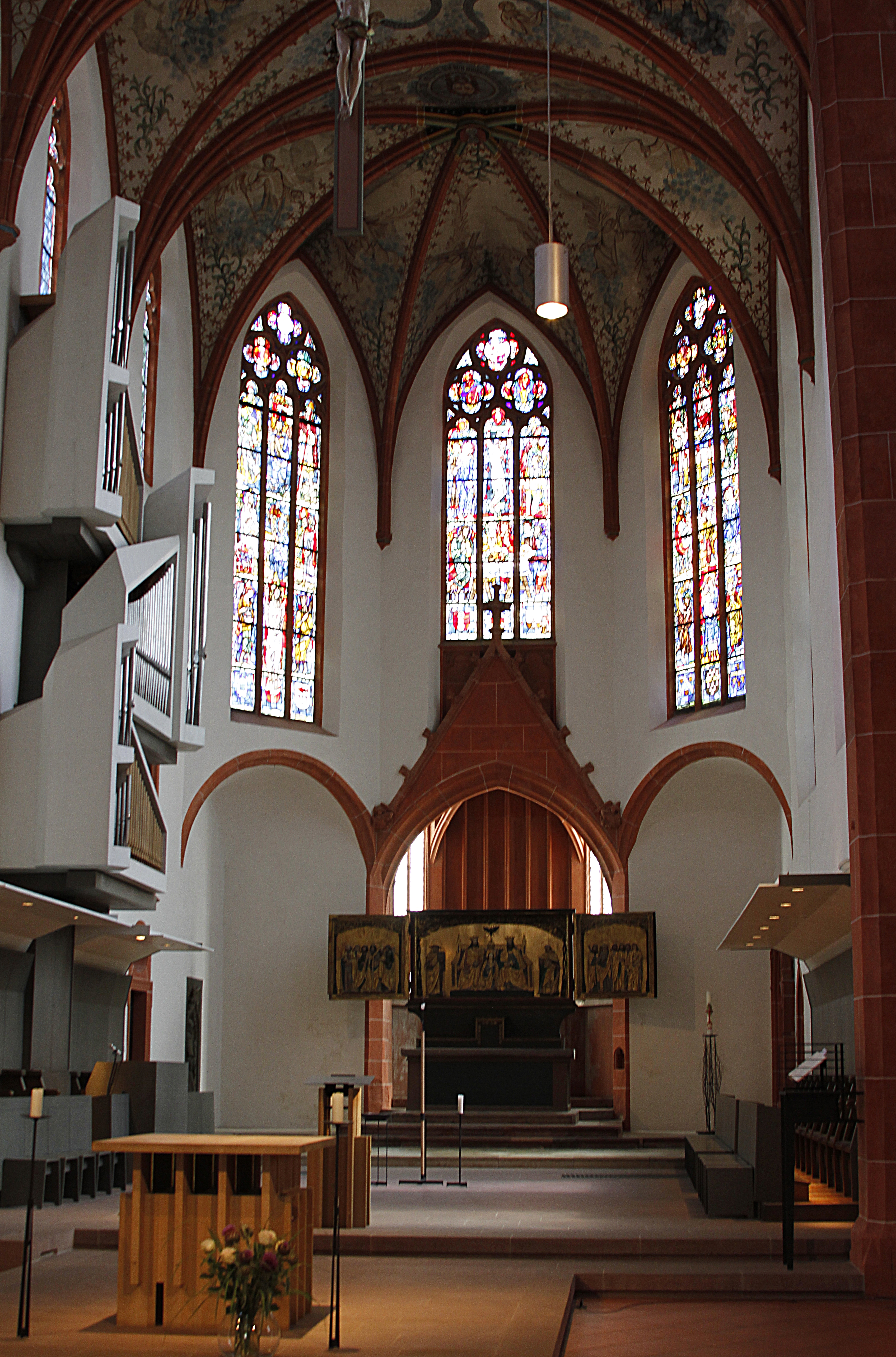
deux autels
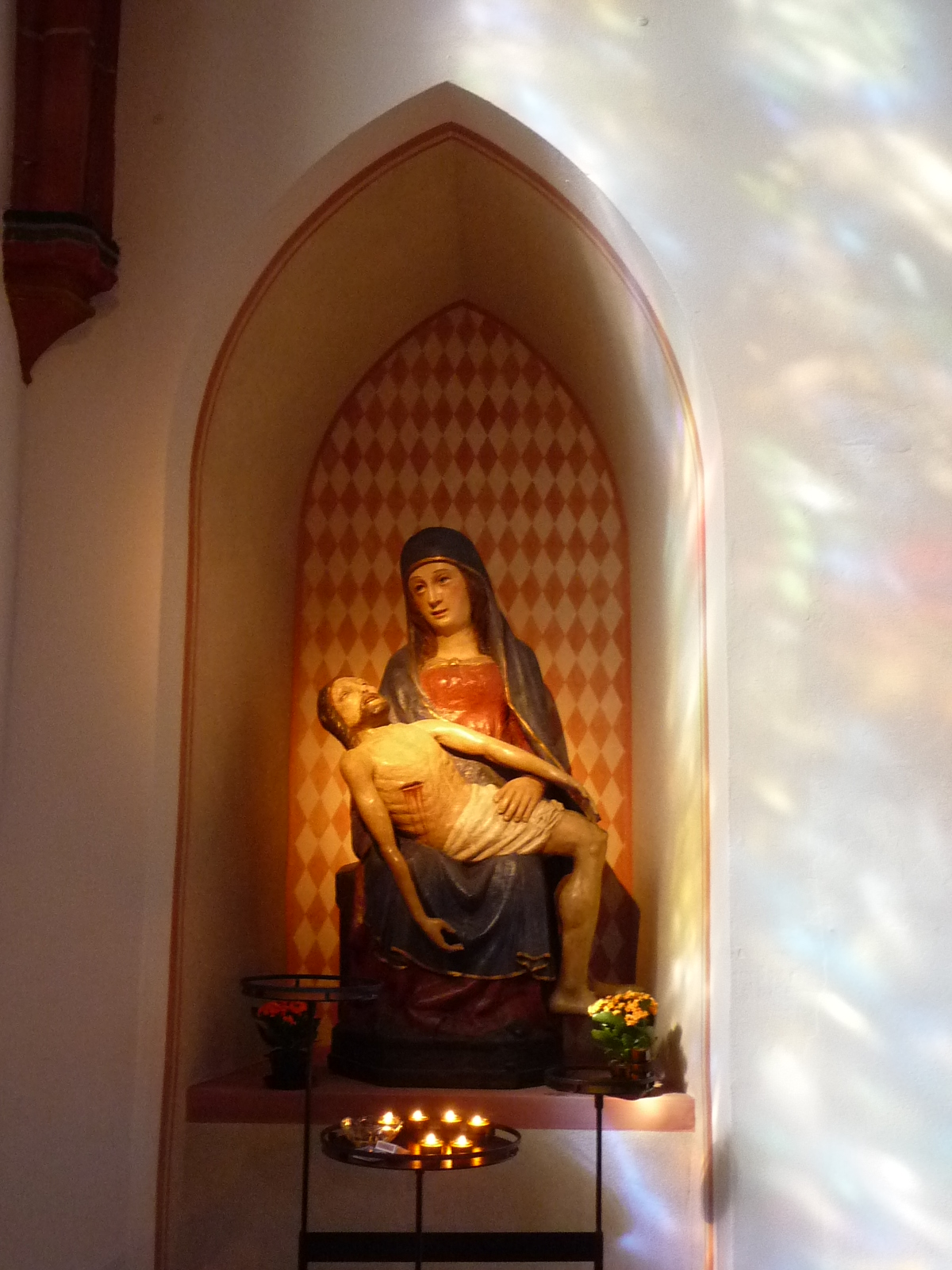
Sculpture Pietà
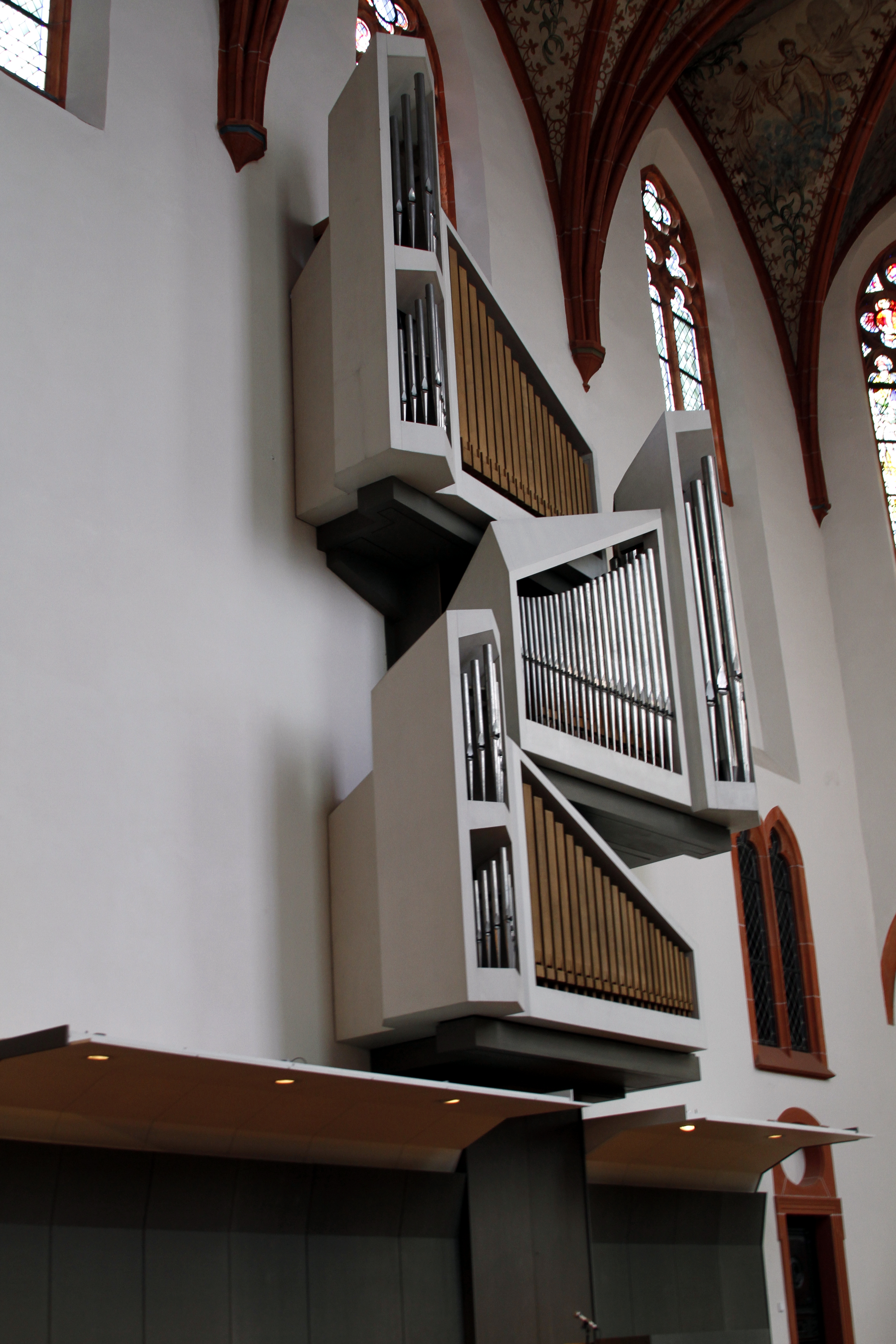
L'orgue